# Первый беспосадочный трансконтинентальный перелёт
Первый беспосадочный трансконтинентальный перелёт — полёт американских авиаторов О. Келли и Дж. Макриди из Нью-Йорка в Сан-Диего, совершённый 2 мая 1923 года на самолёте «Fokker T2». Расстояние длиной почти 4100 километров было преодолено за 26 часов 50 минут.

## История
В конце 1922 года два американских пилота — Оукли Келли и Джон Макриди предприняли две попытки трансконтинентального перелёта. Первая, из Сан-Диего в Нью-Йорк, была предпринята 5 октября 1922 года: после 35 часов 18 минут пребывания в воздухе они были вынуждены приземлиться из-за тумана. Хотя это был мировой рекорд продолжительности полёта, но без барографа на борту самолёта, он не был официально признан Международной авиационной федерацией. Вторая попытка в этом же направлении была предпринята 3 ноября 1922 года. На этот раз из-за неисправности двигателя вынужденная посадка произошла вблизи Индианаполиса через 25 часов 30 минут полёта.
В 1923 году Келли и Макриди совершили с 16 по 17 апреля длительный полёт по замкнутому кругу над Дейтоном, штат Огайо, оставаясь в воздухе в течение 36 часов 14 минут 8 секунд, установив тем самым мировые рекорды по продолжительности полёта и пройденного расстояния, а также ещё восемь различных авиационных рекордов.
2 мая 1923 года с очередной попыткой установления трансконтинентального перелёта оба пилота отправились теперь уже из Нью-Йорка. Спустя 26 часов 50 минут они успешно приземлились в Сан-Диего, пролетев 4034 километра (2521 милю).
В настоящее время их самолёт хранится в Национальном музее авиации и космонавтики.